# 伊朗—以色列关系
自1979年以来，伊朗与以色列便断绝了外交关系，当代两国关系持续敌对。在冷战时期大部分时间里双方尚能保持友好，但伊朗伊斯兰革命后关系恶化，1991年海湾战争结束后更公开走向敌对。伊朗伊斯兰共和国政府拒绝承认以色列作为国家的合法性，其政策文件明确呼吁消灭以色列，并将巴勒斯坦国视为历史上巴勒斯坦领土的唯一合法代表。以色列视伊朗为中东稳定的威胁，通过暗杀行动和空袭打击伊朗目标。2025年，双方敌对态势更一度升级为直接武装冲突。
1947年，伊朗是投票反对联合国巴勒斯坦分治计划的13个国家之一。两年后，伊朗再次投票反对以色列加入联合国。但具有历史矛盾性的是，伊朗随后成为继土耳其之后第二个承认以色列主权国家地位的穆斯林主体国家。 1953年伊朗政变后，亲西方世界的穆罕默德·礼萨·巴列维重新成为伊朗沙阿， 两国关系显著改善。 伊朗革命推翻巴列维王朝、以反西方的伊斯兰共和国取代世俗君主政体后，伊朗虽断绝了与以色列的外交和商业往来，但在两伊战争期间（1980-1988年）仍通过秘密渠道保持接触。
自1985年起，伊朗与以色列陷入的代理人战争深刻重塑了中东地缘政治格局。双方从冷和平转向公开敌对的转折点发生在1990年代初——正值苏联解体与伊拉克在海湾战争中战败后不久。以色列总理伊扎克·拉宾政府开始对伊朗采取更具进攻性的战略姿态， 而伊朗总统马哈茂德·艾哈迈迪内贾德则多次发表针对以色列的煽动性言论。导致紧张局势升级的其他因素包括：伊朗核计划持续推进、伊朗资助伊斯兰主义组织（如真主党、巴勒斯坦伊斯兰圣战运动、哈马斯和胡塞武装），以及伊朗涉嫌参与1992年以色列驻阿根廷大使馆爆炸案与1994年阿根廷-以色列互助協會大楼爆炸案等袭击事件， 以及以色列方面多次发出军事打击威胁。
伊朗与以色列组织曾多次爆发直接军事对抗，例如在2006年黎巴嫩战争中。双方还在叙利亚内战和也门内战中支持对立派系，并对彼此基础设施发动网络攻击与破坏行动——包括针对核设施与油轮的袭击。伊朗与沙特阿拉伯的代理人冲突更促使以色列与阿拉伯国家形成非正式的战略联盟。2024年，随着加沙战争引发地区紧张局势升级，伊朗与以色列矛盾激化为直接军事冲突：双方互射导弹袭击，以色列还在伊朗与叙利亚境内实施定点清除。2025年，以色列更对伊朗核设施与军事目标发动空袭，最终引爆两国短期全面战争。

## 时间线

### 前现代背景

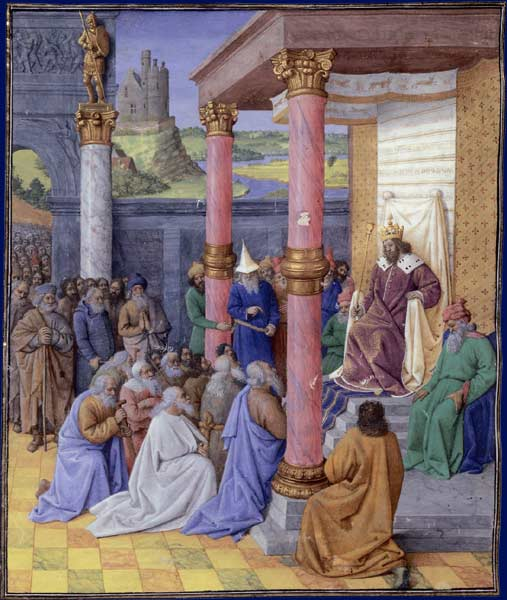
居魯士大帝將猶太人自巴比伦囚虏中解放，以重建耶路撒冷（讓·富凱繪於1470年）

犹太人在伊朗的历史可追溯至圣经时代晚期。以赛亚书、但以理书、以斯拉记、尼希米记、历代志和以斯帖记等圣经典籍都记载了犹太人在波斯的生活经历。据以斯拉记记载，波斯王居鲁士大帝准许并协助犹太人重返耶路撒冷重建圣殿；这项重建工程是"遵照居鲁士、大流士和波斯王亚达薛西的谕旨"完成的（以斯拉记6:14）。这一事件发生在公元前六世纪末，当时波斯境内已存在一个根基深厚且颇具影响力的犹太社群。
自公元前722年撒缦以色五世攻陷北国以色列，将以色列人流放至呼罗珊地区（即第一次犹太人大流散）以来，波斯犹太人已在当今伊朗境内生活了2700余年。公元前586年，巴比伦人又将大批犹太人从犹大驱逐至巴比伦之囚。迁徙至古波斯的犹太人大多保持着独立的聚居传统。
犹太圣经的圣录部分以历代志下中居鲁士的诏令作结，该诏令允许流亡者从巴比伦返回应许之地，并授权他们重建圣殿。
"波斯王居鲁士如此说：'天上的神雅威已将天下万国赐给我，又嘱咐我在犹大的耶路撒冷为他建造殿宇。你们中间凡作他子民的，愿雅威——他的神与他同在，可以上去。'"（《历代志下》36:23）
该诏令全文亦载于以斯拉记中。
"波斯王居鲁士元年，王降诏曰：'耶路撒冷神的殿，即献祭之处，当重建为立根基之殿，高六十肘，宽六十肘；用三层大石，一层新木。费用由王库支付。凡从前尼布甲尼撒从耶路撒冷神殿掠往巴比伦的金银器皿，都要归还耶路撒冷的神殿，各按原处放在神的殿中。'"（《以斯拉记》6:3-5）
由于居鲁士的政策，犹太人尊崇他为一位庄严正直的君王。但并无证据表明这道诏令体现了对犹太人的特殊优待，而更可能是其闻名遐迩的宗教文化宽容政策的一部分。该诏令的历史真实性存在争议——莱斯特·L·格拉贝教授指出：实际并不存在特定诏书，而是推行了允许被掳者归国重建圣殿的普遍政策；考古证据显示回归过程如"细流般"持续数十年，最终总人口至多不超过三万人。 菲利普·R·戴维斯援引格拉贝的观点，称该诏令的真实性"值得怀疑"，并补充指出J·布里安在1993年12月15日巴黎天主教研究所的论文中反驳道："《以斯拉记》1章1至4节的行文不符合官方文书格式，反而体现出圣经预言体的特征"。
玛丽·琼·温·莱斯认为《以斯拉记》中的诏令可能确有其事，她指出居鲁士与历代统治者一样，通过此类诏令争取具有战略价值的群体支持——特别是靠近埃及（他渴望征服之地）的族群。她进一步写道："圆柱诏书对马尔杜克神的称颂与圣经诏令对雅威的呼求，共同体现了波斯帝国吸纳地方宗教政治传统以巩固统治的策略"。
据《圣经》记载，居鲁士下令在原址重建第二圣殿，但未及完成便去世。大流士一世继位波斯王位后下令续建圣殿。圣经所述，先知哈该与撒迦利亚极力推动工程。这座圣殿于公元前515年春天举行奉献礼，此时距犹太人重返耶路撒冷已逾二十年。
根据《以斯帖记》记载，在波斯王亚哈随鲁统治期间——该王通常被认定为公元前6世纪的薛西斯一世（大流士一世之子）， 宰相哈曼曾密谋灭绝古波斯境内所有犹太人。王后以斯帖挫败阴谋，下令将哈曼及其十子处决。这一事件被纪念为普珥节。

### 以色列建國至伊朗革命以前（1947年至1979年）
1947年，伊朗作为11个成员国之一参与组建联合国巴勒斯坦问题特别调查委员会，负责调查巴勒斯坦托管地冲突根源并提出解决方案。经多次审议后，委员会提出获得11国中8国支持的联合国巴勒斯坦分治方案。伊朗与印度、南斯拉夫共同反对该方案，预言这将导致暴力升级。伊朗主张只有建立单一联邦制国家才能实现和平，因此在联合国大会表决分治方案时投下反对票。穆罕默德·礼萨·巴列维国王预言分治将引发世代纷争。
1948年春，德黑兰三万名伊朗民众集会抗议以色列建国。

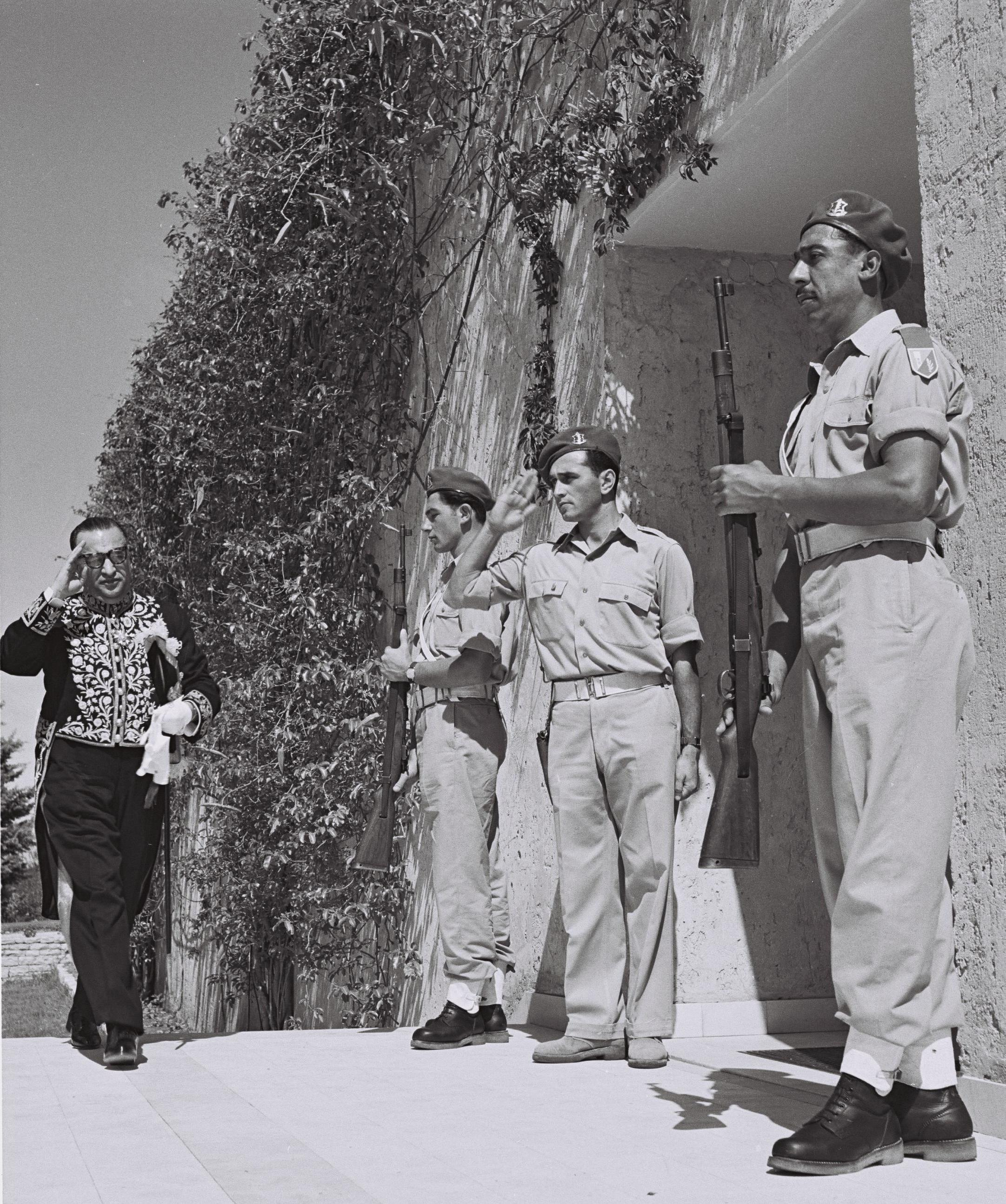
1950年以色列獨立日，伊朗公使李查·薩菲尼亞（Reza Saffinia）造訪以色列總統哈伊姆·魏茨曼位於雷霍沃特的官邸

1948年5月以色列国宣告成立后，伊朗与以色列保持着密切关系。伊朗成为继土耳其之后第二个承认以色列主权的穆斯林国家。 以色列将伊朗视为阿拉伯世界边缘的非阿拉伯势力天然盟友，这符合大卫·本-古里安提出的外围联盟战略构想。在1970年代末正式互派大使前，以色列在德黑兰常设代表团行使事实使馆职能。
六日战争后，伊朗供应了以色列大部分石油需求，并通过以伊合资的泛以输油管道将原油输送至欧洲市场。 两国贸易往来十分活跃， 以色列建筑公司与工程师在伊朗开展大量业务，以色列航空（El Al）更开通了特拉维夫与德黑兰之间的直飞航线。 尽管以伊军事合作项目始终处于保密状态，但外界普遍认为其涉及领域相当广泛， 例如1977至1979年间开展的鲜花工程，就是两国联合研发新型导弹的秘密军事项目。

#### 债务问题
截至1979年，以色列因伊朗革命前的商业往来欠伊朗约10亿美元债务。部分债务源自石油采购，更大金额则产生于以伊合资企业——以色列公司与伊朗国家石油公司共同运营的泛以输油管道及配套港口设施。1979年以色列通过会议决议拒绝偿还该债务，并豁免了欠债以色列企业的法律责任。已知至少一个以色列银行账户持有应支付给伊朗的2.5亿美元资金。
自1980年代以来，伊朗持续在欧洲法院提起诉讼追讨债务并多次胜诉。但由于国际社会对伊朗的制裁，以及以色列将伊朗列为敌对国家，债务偿还问题在法律层面变得异常复杂。 2015年5月，瑞士法院裁定埃拉特阿什凯隆管道公司需向伊朗支付11亿美元赔款，但以色列政府拒绝执行该判决。

#### 伊斯兰主义者对巴勒斯坦的声援
伊朗伊斯兰主义者对巴勒斯坦的同情由来已久。1949年，伊朗阿亚图拉马哈茂德·塔勒加尼造访约旦河西岸时，巴勒斯坦难民的困境令他深受触动。 塔勒加尼随后在1950至1960年代开始在伊朗国内为巴勒斯坦人发声，同时批评伊朗政府与以色列的外交关系，并对政府限制亲巴勒斯坦集会表示痛心。阿亚图拉阿布-卡西姆·卡沙尼也谴责政府承认以色列的决定。这位曾支持埃及、突尼斯反殖民运动的宗教领袖，将以色列视为殖民前哨。
1967年六日战争后，他开始在伊朗境内筹集资金（如天课）用于支援巴勒斯坦人。 当时的伊朗政府对这类活动深感警觉，萨瓦克档案显示当局认为伊朗民众普遍对巴勒斯坦人民抱有同情。 伊朗民众常将天课捐献给巴勒斯坦人。 到1970年，伊朗政府开始试图阻止此类筹款活动。 伊朗秘密警察萨瓦克拘留并监视阿亚图拉莫尔塔扎·莫塔哈里，施压要求其停止筹款活动，但遭到莫塔哈里拒绝。 同样地，鲁霍拉·霍梅尼在1979年成为伊朗最高领袖之前就坚定支持巴勒斯坦人民。他也批评巴列维王朝与以色列的关系，认为以色列是巴列维政权的支持者。

### 霍梅尼执政时期（1979年至1989年）
随着伊朗伊斯兰革命爆发及1979年巴列维王朝倒台，伊朗采取强硬反以立场，全面切断与以色列的官方关系； 官方声明、国家机构及公开活动均贯彻这一政策。伊朗停止承认以色列护照，并禁止持伊朗护照者前往"被占领的巴勒斯坦"。 以色列驻德黑兰大使馆被关闭并移交给巴勒斯坦解放组织。 鲁霍拉·霍梅尼阿亚图拉宣布以色列是"伊斯兰之敌"和"小撒旦"。 美国被称为"大撒旦"，而苏联则被称为"次等撒旦"。
特里塔·帕西指出，伊朗的战略需求迫使霍梅尼政府与以色列保持秘密联系，後者则因期待外围联盟战略能够复兴而為之提供援助。 与此同时，伊朗向黎巴嫩伊斯兰什叶派势力提供支持，协助其整合为统一的政治军事组织真主党，并通过意识形态灌输、军事训练和武器装备供应，使其具备袭击以色列和美国目标的能力。

### 两伊战争期间以色列向伊朗提供的后勤支援
1981年"海贝行动"中，以色列向伊朗出售了价值7500万美元的军火，这些武器来自以色列军事工业公司、以色列航空工业公司及以色列国防军的库存。 军售物资包括150门M40无后坐力炮（每门配24,000发炮弹）、坦克与飞机发动机备件、106毫米、130毫米、203毫米及175毫米炮弹，以及BGM-71陶式导弹。首批物资由阿根廷里奥普拉塔航空运输公司空运，后续通过海运交付。同年，以色列通过巴比倫行動摧毁巴格达附近的奥西拉克核反应堆向伊朗提供直接军事支持——该设施此前曾是伊朗焦剑行动的打击目标，但此次袭击确立的贝京主义将在未来数年加剧潜在冲突。
根据特拉维夫大学贾菲战略研究所数据，1981至1983年间以色列对伊朗军售总额约达5亿美元，其中大部分以伊朗向以色列输送石油作为支付。据为鲁霍拉·霍梅尼政府工作的伊朗军火商艾哈迈德·海达里透露："战争爆发后德黑兰采购的武器中约80%源自以色列"。
马克·菲西安指出，伊朗空军在遭受伊拉克首轮打击后"仍能维持基本作战能力"，并"多次飞越巴格达空袭战略设施"这一事实，"至少部分归因于里根政府允许以色列将美制武器转送伊朗，以防止伊拉克轻易取得速胜"的决策。
尽管伊朗领导人不断发表反以言论并在主麻日礼拜时谴责以色列，但整个战争期间德黑兰北部始终驻守着至少百余名以色列顾问和技术人员，他们生活在严密保护的隔离营地，甚至在停火后仍继续留驻。
以色列出售的军备还包括美制F-4鬼怪战斗机的备用零部件。 阿里埃勒·沙龙认为必须"保留一扇小窗"，为未来与伊朗建立良好关系保留可能性。

### 紧张局势升级（1989年至今）

#### 最高领袖阿亚图拉阿里·哈梅内伊
2000年12月，阿亚图拉阿里·哈梅内伊将以色列称为「必须从该地区切除的恶性肿瘤」。 2005年，他再次强调「巴勒斯坦属于巴勒斯坦人民，巴勒斯坦的命运也必须由巴勒斯坦人民决定」。 2005年，当国际社会因伊朗总统马哈茂德·艾哈迈迪内贾德关于以色列应「从地图上抹去」的言论而哗然时，哈梅内伊澄清伊朗立场称：「伊斯兰共和国从未威胁并将永不威胁任何国家」。
2012年8月15日，哈梅内伊在接见两伊战争老兵时表示，他确信「这个多余而虚假的犹太复国主义（政权）将从版图上消失」。 8月19日，哈梅内伊重申了总统马哈茂德·艾哈迈迪内贾德的言论，这些言论遭到包括美国、法国、欧盟外交政策负责人凯瑟琳·阿什顿和联合国秘书长潘基文在内的国际社会成员谴责， 他称以色列是「伊斯兰世界心脏中的恶性肿瘤」，并表示其存在是穆斯林世界面临诸多问题的根源。
2015年9月9日，哈梅内伊在讨论《联合全面行动计划》(JCPOA)时发表演讲称：「我要对以色列说，他们活不过这25年」。这番言论是针对犹太复国主义政权声称在JCPOA协议后25年内无需再担忧伊朗的回应。

#### 哈塔米总统任期（1997年至2005年）
在改革派伊朗总统穆罕默德·哈塔米1997年当选后，一些人认为伊朗与以色列的关系会有所改善。哈塔米称以色列为"非法国家"和"寄生虫"，但也在1999年表示犹太人"在伊朗是安全的"，所有宗教少数群体都将受到保护。 有报告显示，伊朗曾于2003年试图通过向美国提交的提案中承认以色列存在来启动与以色列的和解。该报告称，美国未接受伊朗这份涉及以色列的和平提案。 2004年1月，哈塔米接受以色列记者采访时被问及伊朗将在什么条件下承认以色列。这被认为是他首次公开与以色列人对话。 2005年4月，在教宗若望保禄二世的葬礼上，哈塔米与伊朗出生的以色列总统摩西·卡察夫座位相邻。卡察夫与哈塔米同属伊朗亚兹德省。卡察夫称他与哈塔米握手并简短谈及伊朗，但哈塔米对此予以否认。

#### 艾哈迈迪内贾德总统任期（2005年至2013年）

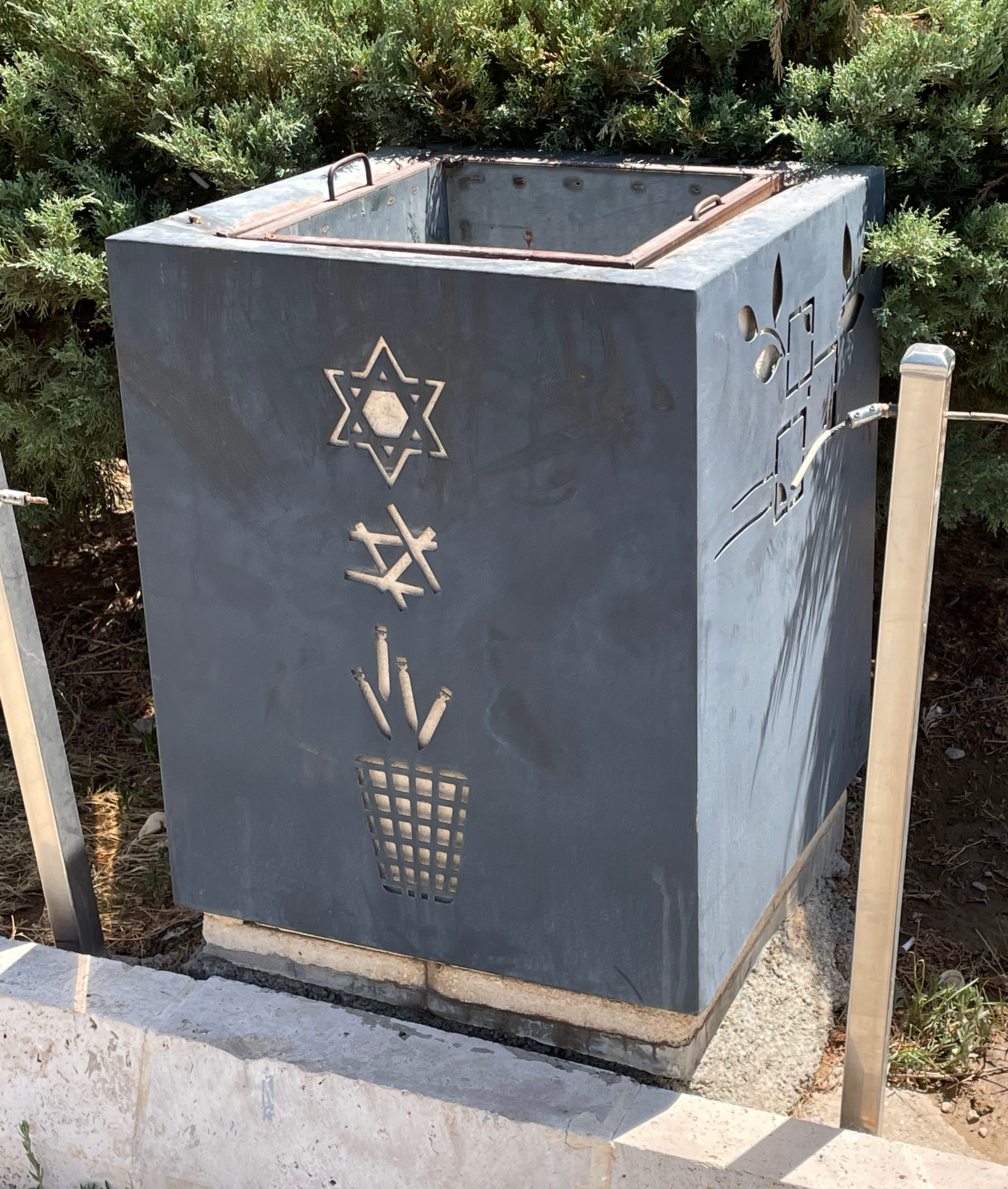
伊朗首都德黑蘭神聖防衛博物館前方繪有反錫安主義圖案的垃圾桶

随着伊朗政治强硬派马哈茂德·艾哈迈迪内贾德当选总统，伊朗与以色列关系日趋紧张，两国陷入一系列代理人冲突并相互展开秘密行动。
在2006年黎巴嫩战争期间，伊斯兰革命卫队（IRGC）被指直接协助真主党武装袭击以色列。多方消息显示，数百名革命卫队人员参与了对以色列的火箭弹袭击，并负责维护真主党的远程导弹系统。据称战争期间，以军曾目击革命卫队成员在真主党据点公开活动。另有指控称，革命卫队人员指导真主党使用C-802反舰导弹袭击了哈尼特号导弹艇，导致该军舰严重损毁及4名船员丧生。以色列媒体报道称，战争期间有6至9名革命卫队成员被以军击毙，其遗体经叙利亚转运至德黑兰。
在2008至2009年加沙戰爭期间及战后不久，据报道以色列空军在特种部队配合下，针对伊朗通过苏丹向哈马斯走私武器的行动，实施了三次苏丹境内的空袭。当时伊朗正加紧向哈马斯输送武器弹药，以色列暗示这些袭击系其所为。空袭摧毁了两个卡车车队，并击沉了一艘满载武器的红海货船。 2009年11月4日，以色列在地中海东部海域截获一艘货船，船上数百吨武器据称系伊朗向真主党运送的军火。
2010年，针对伊朗核科学家的暗杀行动开始激增。这些暗杀被普遍认为是摩萨德（以色列对外情报机构）所为。伊朗及国际媒体指出，其作案手法与摩萨德既往行动如出一辙。外界分析认为，这些暗杀旨在阻止伊朗核计划发展，或确保伊朗核设施遭打击后无法恢复运转。 首次袭击发生在2010年1月12日，粒子物理学家马苏德·阿里-穆罕默迪在其汽车附近停放的装有炸弹的摩托车爆炸中遇害。同年10月12日，霍拉马巴德市附近的伊斯兰革命卫队军事基地发生爆炸，造成18名士兵死亡。 2010年11月29日，两名伊朗资深核科学家马吉德·沙赫里亚里与费雷敦·阿巴西遭遇摩托车杀手袭击——袭击者将炸弹吸附在他们车上并远程引爆。沙赫里亚里当场身亡，阿巴西则身受重伤。2011年7月23日，达里乌什·礼萨伊内贾德在德黑兰东部遭枪击毙命。2012年1月11日，穆斯塔法·艾哈迈迪·罗尚与其司机被摩托车绑匪安装在车上的炸弹炸死。
2010年6月，一种名为震网的精密计算机蠕虫被发现。据信该病毒由美国和以色列联合开发，专门用于攻击伊朗核设施。 根据科学与国际安全研究所的研究报告估算，震网病毒可能已导致纳坦兹铀浓缩工厂多达1,000台离心机（占当时运行总量的10%）发生故障损毁。 据报道，包括杜奎和火焰病毒在内的其他计算机病毒和恶意软件均与震网存在关联。 伊朗宣称，其敌对势力长期通过兜售缺陷设备及发动计算机病毒攻击等手段蓄意破坏其核计划。
2011年3月15日，以色列截获一艘从叙利亚驶往加沙的船只，船上载有伊朗制造的武器。 另有情报显示，摩萨德疑似策划了针对伊斯法罕核设施的爆炸袭击。伊朗官方否认发生爆炸事件，但《泰晤士报》根据卫星图像报道该核电站受损，并援引以色列情报人士称此次爆炸确系针对核设施，且"绝非意外事故"。 爆炸发生数小时后，真主党向以色列北部发射两枚火箭弹造成财产损失。以色列国防军随即向发射源地区回击四枚炮弹。外界推测此次袭击系伊朗与叙利亚授意，旨在向以色列发出警告。 据报道，以色列此次袭击造成7人死亡（含外籍人士），另有12人受伤，其中7人送医后不治身亡。 2011年11月，伊朗伊斯蘭革命卫队某导弹基地发生爆炸，摩萨德同样被怀疑参与其中。该爆炸导致17名革命卫队成员丧生，其中包括被称作伊朗导弹计划核心人物的哈桑·莫加达姆将军。 以色列记者罗恩·本-伊沙伊撰文披露，多名伊朗导弹技术专家此前很可能已在不同地点的系列爆炸中遇害，这些遇难者多为中低级技术人员。
作为对以色列秘密行动的回应，据报伊朗特工开始试图袭击以色列及犹太人目标；相关潜在目标随即进入高度戒备状态。辛贝特负责人约拉姆·科亨宣称，在土耳其、阿塞拜疆与泰国策划的三起袭击在最后时刻被挫败。 2011年10月11日，美国政府宣称挫败一起涉嫌伊朗策划的阴谋，该计划企图炸毁位于华盛顿与布宜诺斯艾利斯的以色列及沙特大使馆。 2012年2月13日，以色列驻格鲁吉亚与印度使馆人员遭遇袭击。格鲁吉亚方面，使馆附近一枚汽车炸弹未能引爆，由当地警方安全拆除；印度境内汽车炸弹则成功爆炸，造成4人受伤，伤者中包含一名以色列国防部官员的妻子。 以色列政府指控伊朗当局策划了这系列袭击事件。 次日，泰国曼谷当局破获三名疑似伊朗特工团伙。该团伙计划通过使馆车辆安装炸弹的方式暗杀以色列外交官员（包括驻泰大使）。其阴谋因一枚炸弹意外爆炸而败露。警方抵达现场时，屋内一名伊朗特工向警员投掷爆炸装置，导致自己双腿被炸断后被拘捕；第二名嫌犯在试图乘机离境时被捕；第三人潜逃至马来西亚后遭大马联邦警察逮捕。 泰国警方随后逮捕了两名涉嫌参与此案的嫌疑人。 印度警方逮捕了一名德里记者，其涉嫌参与2月汽车炸弹袭击事件——该事件导致包括一名以色列外交官妻子在内的四名以色列人受伤。记者赛义德·穆罕默德·卡兹米于2012年3月6日被捕，据称其与警方认定的主要嫌犯存在联系，该嫌犯被怀疑在外交官车辆上安装了磁性炸弹。据悉卡兹米是印度公民，此前就职于某伊朗媒体机构。
2012年2月下旬，Stratfor邮件泄露事件披露一则消息称，以色列突击队曾协同库尔德武装人员，摧毁了数处伊朗用于核武及国防研究项目的地下设施。
2012年7月18日，一辆载有以色列游客的巴士在保加利亚遭遇炸弹袭击，造成5名以色列游客和司机身亡，另有32人受伤。以色列总理本雅明·内塔尼亚胡指责伊朗和真主党策划了此次袭击。 2012年7月，以色列一名高级国防官员表示，自2011年5月以来，伊朗和真主党在全球范围内策划的20多起针对以色列目标的恐怖袭击已被挫败，涉及南非、阿塞拜疆、肯尼亚、土耳其、泰国、塞浦路斯、保加利亚、尼泊尔和尼日利亚等地，并指出伊朗和真主党特工现被关押在世界各地的监狱中。
2012年10月6日，以色列战机在内盖夫北部上空击落一架小型无人机。 真主党承认派遣了该无人机，哈桑·纳斯鲁拉在电视讲话中表示，这架无人机的零部件产自伊朗。 2012年10月24日，苏丹宣称以色列对喀土穆南部一座据称属于伊朗革命卫队的军工厂实施了轰炸。 2012年11月，以色列通报称一艘伊朗船只正在装载火箭弹，计划运往以色列周边国家，并明确表示"将袭击并摧毁任何武器运输船"。 2013年1月，福尔多核设施遭遇爆炸袭击。伊朗官员怀疑摩萨德或中央情报局策划了此次事件。 2013年4月25日，以色列战机在海法海岸附近击落一架据称属于真主党的无人机。
2013年1月30日，以色列战机据称袭击了一支向真主党运送伊朗武器的叙利亚车队。 另有消息来源指出，袭击目标是位于贾姆拉亚的一处军事研究中心，该机构负责研发生物与化学武器。 据报道，2013年5月3日和5日又发生了两起空袭，两次行动均针对伊朗向真主党运送的远程武器。 据匿名美国官员透露，以色列于7月5日再次发动空袭或巡航导弹攻击，目标锁定拉塔基亚市附近的俄制"宝石"反舰导弹，并造成数名叙利亚士兵死亡。
2013年5月7日，德黑兰居民报告称在伊朗导弹研究及储存设施区域听到三起爆炸声。随后一家伊朗网站声称，爆炸发生在一家私营化工厂。

#### 鲁哈尼执政时期（2013年至2021年）

##### 伊朗

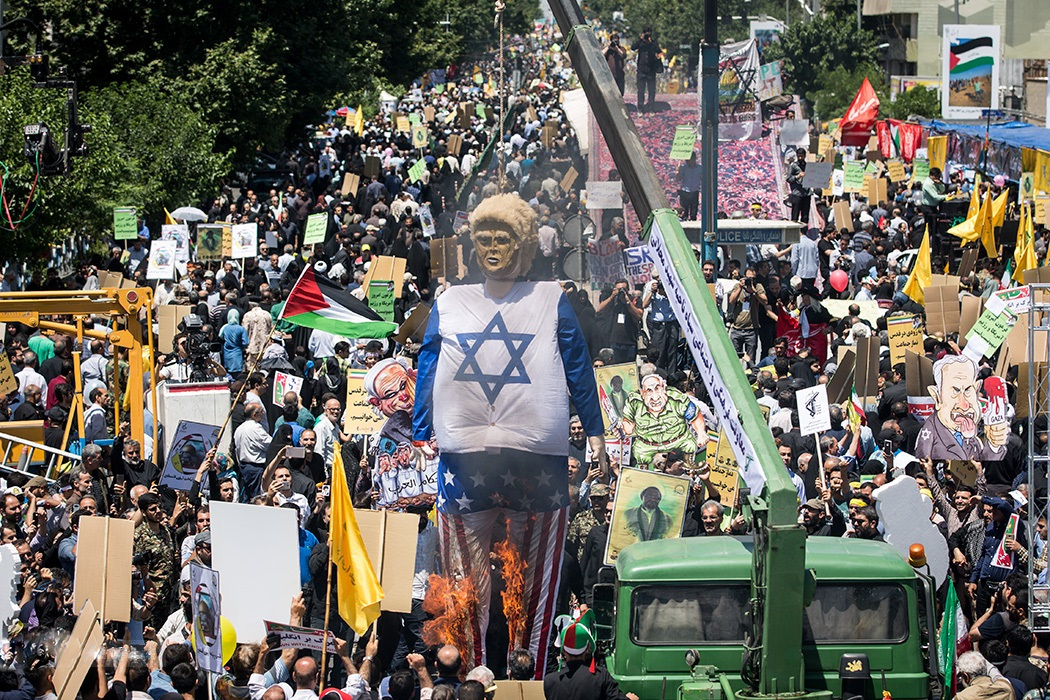
2018年5月18日德黑蘭群眾遊行抗議

2014年5月6日，有报道称爆炸震动伊朗城市加兹温。《洛杉矶时报》报道该市可能设有一处秘密核设施。
伊朗官方媒体报道称，2014年8月24日，伊朗伊斯兰革命卫队在纳坦兹核燃料浓缩厂附近击落一架以色列无人机。以色列军方未就相关报道置评。
德黑兰东南部一处军用炸药工厂发生爆炸，造成两名工人死亡。该地点邻近帕尔钦疑似核反应堆区域。 据科威特一家报纸声称，此次行动是伊朗下令采取的报复措施， 黎巴嫩真主党在黎巴嫩与以色列控制的舍巴农场边界处引爆爆炸装置，导致两名以色列士兵受伤。以色列军方随即向黎巴嫩南部的两处真主党据点发动炮火还击。

##### 以色列
耶路撒冷一家法院判处以色列男子伊扎克·伯格爾四年半监禁，罪名是主动为伊朗从事间谍活动。伯格爾属于反锡安主义极端正统犹太教派聖城守衛，该教派强烈反对以色列国的存在。

##### 叙利亚
叙利亚内战期间，以色列-叙利亚停火线沿线发生多起事件，加剧了伊朗与以色列的紧张关系。这些事件被视为2012年以来库奈特拉省冲突的蔓延，以及后续伊朗支持的叙利亚阿拉伯军与反对派在叙利亚控制的戈兰地区、戈兰中立区及真主党控制区域持续发生的对抗。
叙利亚战争爆发以来，以色列军方据报正为叙利亚可能出现的权力真空所导致的潜在威胁做准备。2014年1月一名以色列官员向美联社表示："在阿萨德倒台后，在叙利亚建立或巩固据点后，他们将转移目标，把矛头指向以色列发动攻击"。部分专家认为，虽然逼近以叙边境的武装势力会促使以色列加强安全措施，但这些进展不太可能显著改变以色列在叙利亚危机中保持疏离的政策。 以色列空军被怀疑在叙利亚境内实施了多次空袭，据称目标是伊朗和真主党的据点。
据以色列军方称，自2017年以来已对叙利亚（及中东其他地区）发动了400多次空袭，打击目标为伊朗及其盟友。

##### 其他
2014年3月5日，以色列海军拦截了「克洛斯-C」号货轮。以方称伊朗正利用该船向加沙地带走私数十枚远程火箭弹，包括叙利亚制造的M-302火箭弹。这场代号为「全面揭露行动」的行动由第13突击队特种部队执行，事发地点位于红海海域，距以色列1500公里，距苏丹港约160公里。

#### 莱希执政时期（2021年至2024年）

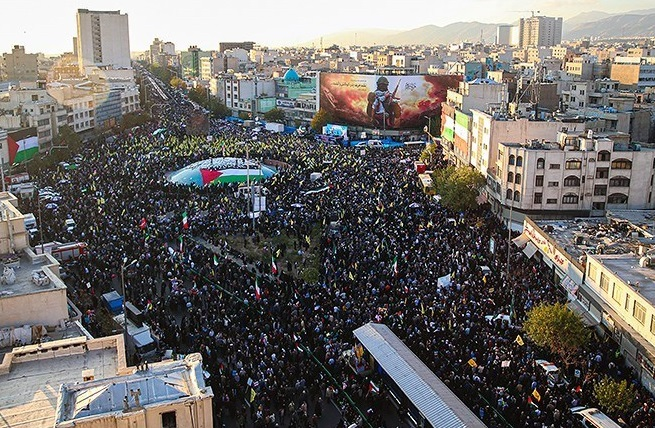
2023年11月18日，德黑蘭群眾遊行抗議以色列轟炸加薩走廊

##### 伊朗
2022年4月，总统易卜拉欣·莱希在军事阅兵讲话中宣称：「若以色列有『丝毫动作』，伊朗武装力量将直击其心脏。」
2022年5月，赛亚德·科达伊上校在德黑兰住所外遭两名摩托车枪手杀害。伊朗将此事归咎于以色列。以色列总理发言人拒绝对「这起暗杀事件置评」，但一位未具名的以色列情报官员向《纽约时报》证实此事系以方所为。
据《纽约时报》报道，一位不愿透露姓名的伊朗官员称，伊朗指控以色列通过「食物投毒」暗杀了两名伊朗科学家。遇害者分别是供职于军事研究中心的航空工程师阿尤布·恩特扎里，以及地质学家卡姆兰·阿加莫拉伊。以色列媒体和境外波斯语新闻频道声称"阿加莫拉伊先生曾在伊朗纳坦兹核设施工作"。

##### 国际
2024年4月1日，位于叙利亚大马士革的伊朗大使馆附属领事馆建筑遭到以色列空袭，造成16人死亡，其中包括伊斯兰革命卫队聖城軍高级指挥官穆罕默德·礼萨·扎赫迪准将及其他7名革命卫队军官。 4月13日，伊朗发动导弹和无人机袭击对此次攻击实施报复。  4月19日，以色列对伊朗军事设施发动报复性导弹袭击。伊朗官员还报告称，叙利亚和伊拉克境内的军事设施也发生爆炸。

#### 佩泽什基安执政时期（2024年至今）
2024年8月5日，伊朗外交部长阿里·巴盖里通过匈牙利外长西雅尔多·彼得的斡旋，向以色列外长伊斯雷尔·卡茨通报了其意图为巴勒斯坦民族权力机构谈判代表伊斯梅尔·哈尼亚遇刺事件实施报复。 巴盖里在公开的谈话记录中并未提及以色列具体损害伊朗利益的行为。 中国《新华社》将哈尼亚称为「哈马斯政治局领导人」，并明确表示伊朗意图为其遇刺寻求报复。
2024年10月1日，伊朗向以色列发射约180枚弹道导弹，以报复哈尼亚、哈桑·纳斯鲁拉和阿巴斯·尼尔福鲁尚遇刺。10月27日，以色列以袭击伊朗伊斯法罕地区的导弹防御系统作为回应。
2025年6月13日，在国际原子能机构宣布伊朗违反核扩散相关义务的次日，以色列对伊朗核设施和军事目标实施了打击。
2025年6月19日，以伊戰爭期间，伊朗发动导弹袭击，直接击中了以色列贝尔谢巴的索罗卡医院。  此次袭击导致医院内人员受伤，建筑严重损毁并疑似发生化学物质泄漏，迫使病患紧急疏散。

## 伊朗政策中对以色列的毁灭
曾作为战略伙伴的伊朗与以色列关系在1979年伊朗伊斯兰革命后彻底破裂。根据埃弗拉伊姆·卡什的研究，伊斯兰共和国随后切断了与以色列的外交关系，并将其确立为核心意识形态敌对国家。 自那时起，伊朗便将消灭以色列确立为该地区的核心战略目标。 共和国开国最高领袖鲁霍拉·霍梅尼将以色列称为"小撒旦"，与美国"大撒旦"形成对应。 从霍梅尼及其继任者阿里·哈梅内伊，到政府高层、军事指挥官及国家媒体，伊朗历代领导人始终延续着呼吁消灭以色列或预言其灭亡的言论传统。

### 最高领袖
最高领袖鲁霍拉·霍梅尼多次将以色列称为"恶性肿瘤"和"癌变腺体"，并宣称向巴勒斯坦"圣战者"提供资金支持是"宗教义务"，"旨在消灭这些与人类为敌的异教徒犹太复国主义者"。 他号召穆斯林推翻亲西方政权，动员力量以实现消灭以色列的目标。 霍梅尼对以色列的敌意与其反犹主义世界观密不可分。他写道："愿真主诅咒"犹太人，他们"反对伊斯兰的根本教义，企图在全球建立犹太统治"。 实际上他将犹太教与犹太复国主义混为一谈，声称"犹太-基督教阴谋对抗伊斯兰的最明显例证，就是西方列强为压迫穆斯林而建立的以色列"。 霍梅尼将犹太人描绘成"西方代理人"与"西方世界背后的真正掌权者"的双重形象。 他宣称犹太人建国诉求违背神圣秩序，坚称因其"恶行"，犹太人背负"真主之怒"，注定"永世蒙羞并臣服于穆斯林"。

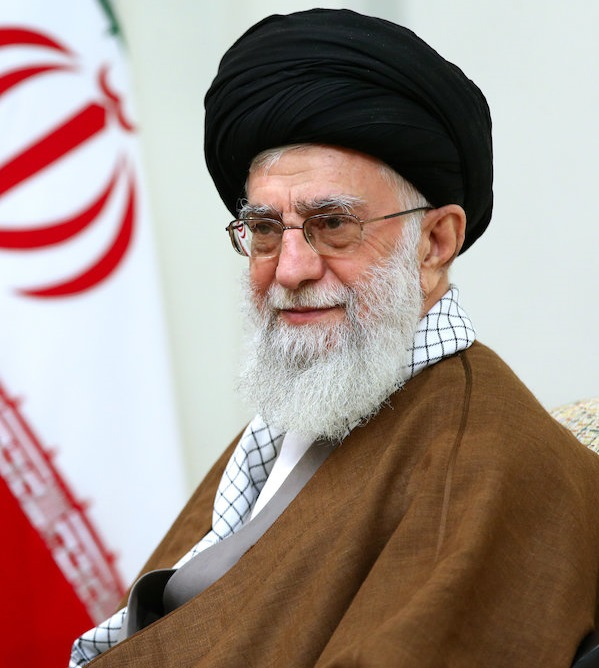
伊朗最高領袖哈米尼曾形容以色列為需要「移除並撲滅」的「恶性肿瘤」

2013年，伊朗最高领袖阿亚图拉·阿里·哈梅内伊将以色列称为"由'不可触碰的疯狗'领导的非法政权"，并断言其"注定失败灭亡"。 2015年，他宣称"25年内将不复存在犹太复国主义政权"，并称"在此期间，战斗精神、英雄主义和圣战将令以色列时刻不得安宁"。 哈梅内伊多次将以色列称为"毒瘤"，宣称其必将覆灭，并承诺伊朗将支持任何对抗以色列的组织或国家。
2023年10月3日，在哈马斯主导的10月7日袭击发生四天前，哈梅内伊在德黑兰发表演讲称以色列将"死于狂怒"，并总结道："这个毒瘤必将被铲除——若真主应允——通过巴勒斯坦人民和整个地区抵抗力量之手。" 2024年，阿里·哈梅内伊向哈马斯领导人伊斯梅尔·哈尼亚表示："清除犹太复国主义实体的神圣诺言必将实现，我们将见证巴勒斯坦从河流到海洋重获新生的那一天。"

### 总统

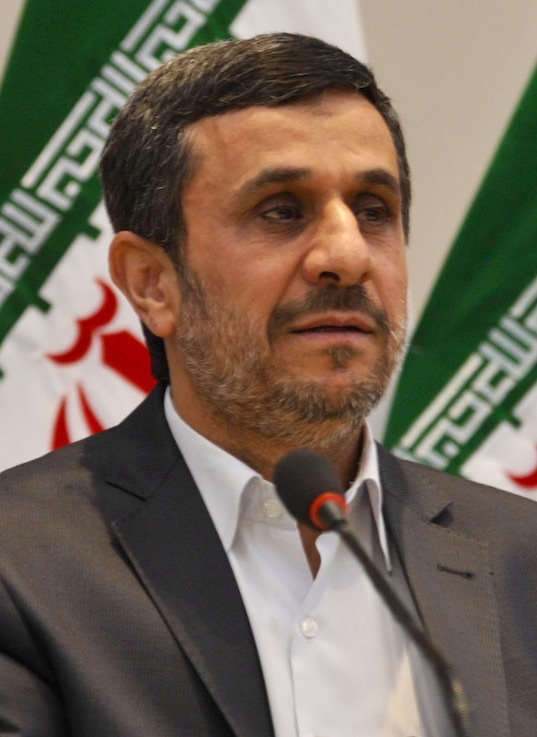
伊朗總統艾馬丹加曾稱應將以色列「從地球上抹去」

前总统阿亚图拉阿克巴尔·哈什米·拉夫桑贾尼曾表示，在以色列境内引爆一枚核武器「将彻底毁灭整个国家」（原文：همه اسرائیل را نابود خواهد کرد）。 2006年，在「无犹太复国主义世界"会议上，时任总统马哈茂德·艾哈迈迪内贾德援引霍梅尼语录，要求将以色列「从地球表面抹去」（原文：محو اسرائیل از صفحه روزگار）。 他同时宣称大屠杀是以色列「凌驾于上帝、宗教与先知之上」的神话。 2007年，他宣称伊朗将「在不久的将来见证这个政权的覆灭」。 2012年接受采访时，艾哈迈迪内贾德声称以色列在中东缺乏历史根基，因此终将被"铲除"——尽管联合国此前曾呼吁在大会召开前避免使用煽动性言论。
在2018年伊斯兰团结年度会议上，前总统哈桑·鲁哈尼将以色列称为「毒瘤」，并谴责这个由西方列强为维护中东利益而扶植的「伪政权」。 2023年，时任总统易卜拉欣·莱希表示期盼真主"早日解放巴勒斯坦"，并称伊朗将"见证以色列存续的最后时刻，欢庆其终结"。

### 军事指挥官
2013年，最高领袖哈梅内伊驻伊斯兰革命卫队代表霍贾特伊斯兰阿里·设拉子宣称：「犹太复国主义政权即将覆灭，这一代人将见证其毁灭。」 2014年，时任伊斯兰革命卫队副司令侯赛因·萨拉米发表系列反以激进言论，他威胁将直接报复「为巴勒斯坦每一滴殉道者的鲜血」，并称「这是伊斯兰国家觉醒击败你们的起点」。 他另称「犹太复国主义政权正从世界上被逐渐抹除」，并预言「地球上很快就不会再有所谓犹太复国主义政权的存在」。
2014年，伊朗支持巴勒斯坦起义委员会时任秘书长侯赛因·谢赫伊斯兰宣称「无论采取何种方式，消灭以色列都至关重要"，并警告「只要以色列存在于该地区，中东就永无宁日"。
2015年，侯赛因·萨拉米宣称伊朗将针对以色列「开辟新战线」，并改变地区力量平衡格局。 2019年，时任伊斯兰革命卫队司令侯赛因·萨拉米声称：「这个邪恶政权必须从地图上抹去，这不再只是...幻想（而是）可实现的目标。」 在哈马斯主导的2023年10月7日袭击以色列事件后，伊斯兰革命卫队副总司令阿里·法达维表示：「抵抗阵线对这个『犹太复国主义毒瘤』的打击将持续下去，直到它从世界地图上被彻底清除。」
2015年，前巴斯基民兵指挥官兼伊斯兰革命卫队高级军官穆罕默德·礼萨·纳克迪在接受采访时宣称消灭以色列「不容谈判」。据《以色列时报》报道，纳克迪还透露在夏季加沙冲突期间，哈马斯使用的绝大部分武器装备、军事训练及技术支援均由伊朗提供。 2019年，纳克迪在电视访谈中公开呼吁消灭以色列。他坚称犹太复国主义政权必须「被彻底铲除」，并断言「这必将成为现实」。纳克迪还宣称自己有朝一日要在耶路撒冷升起伊斯兰革命的旗帜。

### 教士
2013年，伊朗著名教士、专家会议成员艾哈迈德·阿拉莫哈达表示，消灭以色列是"伊朗伊斯兰政权的支柱之一"，并称："我们不能声称无意与以色列开战。" 阿亚图拉侯赛因-阿里·蒙塔泽里——曾被指定为霍梅尼接班人、后成为改革运动支持者——回忆道，他曾告诉改革派议员代表团：根据《古兰经》第7章，犹太复国主义分子（yahudiyan-e sahyonizm）将遭受折磨与苦难，直至復生日来临。 他还援引了17世纪圣训集《光之海》中的记载，其中伊玛目贾法尔·萨迪克据传曾三次预言最终消灭犹太人（那些将彻底终结犹太民族的人）的将是"库姆的人民"，暗指伊朗什叶派教士阶层。
2010年，穆罕默德·哈桑·拉希米安——哈梅内伊派驻被剥夺者基金会的代表——宣称伊朗拥有导弹能力，足以"通过一场大规模浩劫彻底摧毁以色列"。 阿亚图拉穆罕默德·穆萨维-博琼尔迪——这位以与改革派伊朗绿色运动关联而闻名的资深法学家——表示"与以色列建立友好关系绝无可能"。

### 军事战略

#### 抵抗轴心

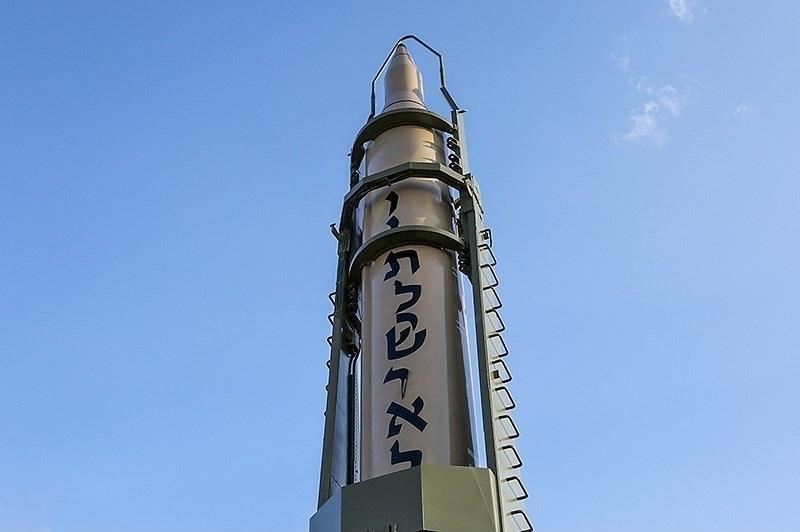
刻有希伯來文「以色列去死」的「力量」型導彈在伊朗伊斯法罕展示

伊朗将其与地区非国家行为体的战略联盟称为「抵抗轴心」，包括黎巴嫩真主党、巴勒斯坦领土的哈马斯和巴勒斯坦伊斯兰圣战组织，以及也门的胡塞运动。这些组织获得伊朗提供的武器、资金和训练支持。分析人士阿夫申·奥斯特瓦尔指出，该网络旨在通过一系列「破坏性不断升级且无法取胜的战争」来「缓慢扼杀」以色列，从而对其构成长期生存挑战。
据达娜·H·阿林所述，伊朗曾秘密支持针对以色列平民的巴勒斯坦自杀式袭击。 2023年10月7日哈瑪斯袭击以色列，造成约1200人死亡（其中多数为平民），并导致250名人质遭绑架，该事件至少部分程度上是伊朗战略的产物。 华尔街日报援引哈马斯和真主党高级成员的说法称，伊朗伊斯兰革命卫队协助策划了此次袭击，并于10月2日在贝鲁特举行的会议上批准了行动方案。 据报道，在袭击发生前的筹备阶段，约500名哈马斯和巴勒斯坦伊斯兰圣战组织武装人员在伊朗接受了由伊斯兰革命卫队聖城軍监督的培训。 据《华盛顿邮报》报道，此次袭击是在「伊朗的关键支持下发生的，该国不仅提供了军事训练和后勤援助，还为武器采购投入了数千万美元」。 2024年10月中旬，哈马斯领导人叶海亚·辛瓦尔遇袭身亡后，德黑兰出现新涂鸦，上书「辛瓦尔风暴将继续」——「阿克萨风暴」正是哈马斯对10月7日袭击的命名。 伊朗外交部发言人纳赛尔·卡纳尼公开就10月7日袭击向巴勒斯坦民族及抵抗组织表示祝贺。

#### 核计划
摧毁以色列常被视为伊朗核野心的若干战略目标之一。 美国政府始终认为，具备核能力的伊朗很可能会利用这种能力试图消灭以色列。

#### 导弹计划
伊朗在其部分国产导弹上刻有希伯来语书写的"必须抹去以色列"字样，据报其中多枚导弹已被转移至俄罗斯用于侵乌战争。

### 宣传攻势、象征符号与意识形态传播

#### 圣城日

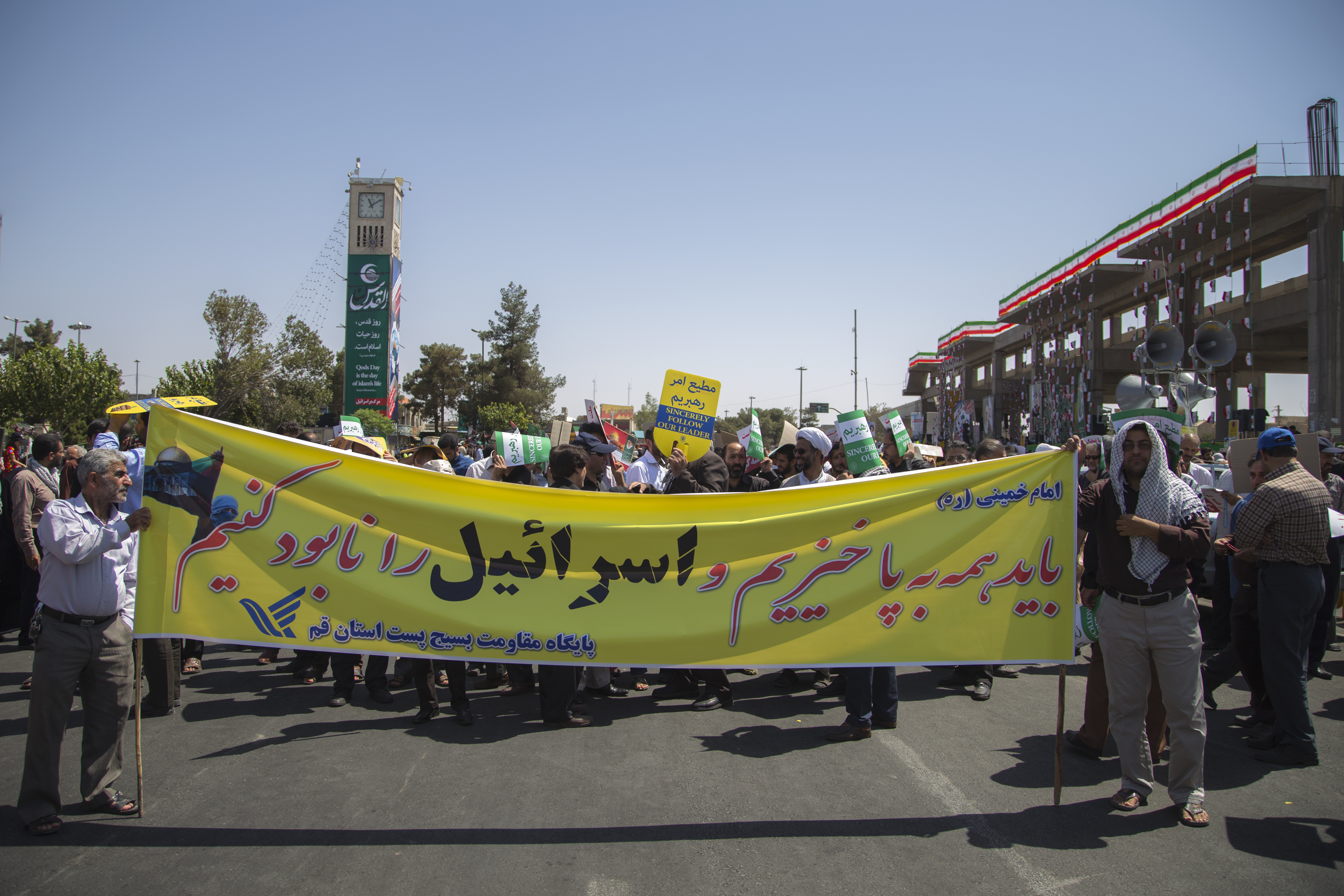
Participants in the Quds Day parade in Qom holding a banner quoting Khomeini: "We must all rise up and destroy Israel"

由霍梅尼创立的聖城日（Ruz-e Qods，指涉耶路撒冷）定于每年斋月最后一个周五举行，旨在号召穆斯林共同对抗以色列。 包括纳赛尔·马卡里姆·设拉子大阿亚图拉在内的资深教士宣称，参与圣城日是一种宗教崇拜形式（ebādat），旨在团结全球穆斯林。
据伊朗国际2024年4月报道，许多伊朗民众认为年度圣城日活动与国内严峻的社会经济现实脱节且无关紧要。
2017年圣城日期间，德黑兰巴勒斯坦广场安装了一座数字倒计时钟，据称其显示的是以色列灭亡的倒计时。该装置基于哈梅内伊2015年发表的预言——以色列将在25年内灭亡——被设定为从当年起倒计时25年。

#### 否认大屠杀
直至近期，伊朗仍是唯一将否认納粹大屠杀（时而包含合理化辩解）作为官方意识形态组成部分的国家，其领导层及政府机构长期公开推行该立场。 这种论调通过否认或淡化大屠杀，既削弱了以色列建国的历史依据，又将其描绘成西方帝国主义的产物，从而为"消灭以色列"的诉求提供合法性支撑。 穆罕默德-阿里·拉明（马哈茂德·艾哈迈迪内贾德的亲密顾问）曾宣称"解决"大屠杀问题将导致"以色列的毁灭"。

#### 阴谋论
最高领袖哈梅内伊阿亚图拉向大学生表示，以色列是西方列强为阻挠伊斯兰国家团结而刻意制造的产物。伊朗前司法部长马哈茂德·哈希米·沙赫鲁迪阿亚图拉宣称「种族主义、反人类」的犹太复国主义「奴役了全世界人民」，并指控伊斯兰国家与「希伯来政体」的犹太复国主义阴谋合作分裂伊斯兰世界。 伊朗议员伊马德·阿夫鲁格声称「犹太拉比」应对优素福·卡热达维长老放弃先前对什叶派温和立场的事件负责。 伊斯兰革命卫队海军司令阿里礼萨·坦格西里2022年宣称，沙特统治者是先知穆罕默德的敌人——麦地那犹太人与海巴尔犹太人的后裔。
包括改革派系媒体在内的伊朗舆论指控以色列情报机构企图破坏什叶派宗教仪式并煽动教派纷争。 2019年有案例显示，摩萨德被指控训练以色列犹太人成为「诵经人」，借机混入伊朗哀悼集会蓄意误导听众发出诅咒或亵渎言论。
2011至2021年间，伊朗官方机构筹办了数十场意识形态导向鲜明的会议，其煽动性标题包括《犹太复国主义与SARS病毒》、《卢旺达与加沙的种族灭绝》（仅一名讲者谈及卢旺达，其余十五人均聚焦加沙）以及《犹太教与好莱坞：恶魔的阴谋》，这些活动显示出政权试图将犹太复国主义与全球性灾难相勾连的努力。 尽管这些活动往往门可罗雀，官方媒体却将其包装成重要学术盛会——在某场题为《军情六处的犹太根源》的会议上，空置过半的会场被描述为「座无虚席」。

### 回应

#### 学术回应
英以中东政治史学家埃弗拉姆·卡什将伊朗对以色列的立场定性为种族灭绝行为。 美国学者阿夫申·奥斯特瓦尔指出，伊朗针对以色列的行动构成了"中东地区最具破坏性的冲突"，且"最有可能引发更广泛的地区战争"。 美国记者杰弗里·戈德堡认为，若伊朗获得核武器，很可能会加紧摧毁以色列的行动。

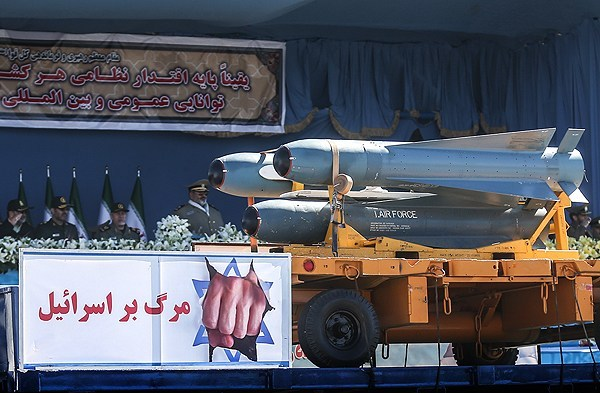
The words "Death to Israel" in Persian displayed on a parade celebrating Army Day, 2016

据泽埃夫·马根所述，「以色列去死」与「美國去死」一样，已成为伊朗官员持续使用超过二十五年的标志性口号。 马根指出，征服耶路撒冷的号召被塑造成一种团结性的圣战，这种叙事可能将逊尼派的对抗矛头从什叶派伊朗转移，从而使伊朗自居为全球伊斯兰抵抗运动的先锋。

#### 伊朗国内的强硬派支持
迈赫迪·卡拉吉指出，与最高领袖和伊斯兰革命卫队关系密切的伊朗新一代强硬派全盘接受政权教条，其中多数人坚信伊朗正在崛起、美国日渐衰落，且「以色列时日无多」。

#### 伊朗国内反对声浪
德黑兰大学政治学荣休教授萨德克·齐巴卡拉姆屡次公开反对伊朗政权的激进政策。他指出伊朗民众——特别是年轻一代——对巴勒斯坦问题日渐淡漠，甚至出现声援本杰明·内塔尼亚胡和唐纳德·特朗普的现象。这种支持并非源于认同其政策，而是出于对伊朗政权及其支持哈马斯、真主党等组织的反抗。因相关言论，齐巴卡拉姆曾服刑18个月，截至2025年3月再次接受调查，可能面临新一轮监禁。 阿卜杜拉·努里这位著名宗教学者兼前内政部长于1999年被判处五年监禁（成为伊斯兰革命后遭囚禁的最高级别共和国官员），据称其罪名包括公开质疑霍梅尼关于必须消灭以色列的教义。

#### 犹太教界的回应
1979年伊朗伊斯兰革命后，犹太宗教领袖对该国新政权政策可能对以色列及中东地区犹太社群产生的影响表示深切忧虑。哈巴德运动精神领袖梅纳赫姆·门德尔·什内尔松拉比将此次革命称为国际政治的重大转折点，他在公开演讲中警告称伊朗对美国的挑战将削弱美方影响力，并助长对以色列的敌意。这位拉比尤其对当时约五万人口的伊朗犹太社群安全表示关切，呼吁设立禁食祈祷日以应对不断升级的危机。

### 媒体方面

#### 总统马哈茂德·艾哈迈迪内贾德
前总统马哈茂德·艾哈迈迪内贾德（2005年8月至2013年8月在任）于2005年10月在德黑兰"没有犹太复国主义的世界"会议上 采取尖锐反锡安主义立场。2005年12月8日，在伊斯兰圣城麦加举行的穆斯林国家峰会上，艾哈迈迪内贾德通过伊朗阿拉伯语频道阿拉姆电视台就大屠杀与以色列建国问题发表了复杂论述，此后这位伊朗总统持续就相关议题发表声明。

#### 驻国际原子能机构代表苏丹尼耶
2006年4月，CNN记者沃尔夫·布利策采访伊朗常驻国际原子能机构代表阿里·阿斯加尔·苏丹尼耶大使时，针对「是否应该存在以色列国」的提问，苏丹尼耶回应称：「我认为已回答过这个问题。若以色列是犹太复国主义心态的同义词，答案是否定的。但若试图推导出我们主张驱逐当地居民或实施屠杀等结论，这种对伊朗伊斯兰共和国理念与政策的解读纯属捏造，是带有偏见的片面理解。」

#### 副总统马沙伊
2008年7月，伊朗副总统兼伊朗文化遗产组织主席埃斯凡迪亚尔·拉希姆·马沙伊在德黑兰旅游大会上宣称：「世界上没有任何国家是我们的敌人，伊朗是美国和以色列人民的友邦，这是我们的荣耀。我们将美国人民视为世界上最伟大的民族之一。」 他还补充说，伊朗「不想与任何国家开战」，坚称伊朗在两伊战争期间的行动纯属自卫性质。
亲近政府的强硬派人士抨击了马沙伊的言论。内贾德为其辩护并公开声援，他在记者会上表示：「伊朗民族从未承认以色列，也永远不会承认。但我们同情那些受蒙骗或被拐卖至以色列、沦为该国受压迫公民的人们。」
这一事件促使伊朗最高领袖阿里·哈梅内伊对以色列问题「下达辩论终止令」。他在德黑兰周五礼拜布道时强调：「声称我们与以色列人民友好是错误、荒谬、毫无意义且愚蠢的......我们正与巴勒斯坦占领者激烈对抗，而占领者正是犹太复国主义政权。这是我们国家政权、革命事业和全体人民的坚定立场。」

#### 阿亚图拉·艾哈迈德·哈塔米
2012年8月，德黑兰临时周五礼拜领拜人、高级教士阿亚图拉艾哈迈德·哈塔米在谈及世界古都斯日时表示，中东地区"伊斯兰觉醒"运动的蔓延"预示着犹太复国主义政权的覆灭"。

#### 加里·贾拉利准将
2012年8月，伊朗国家被动防御组织负责人加里·贾拉利准将在世界古都斯日前夕表示必须摧毁以色列，他宣称："[古都斯日]昭示着唯有通过决心与力量才能彻底铲除侵略本性、消灭以色列"。他补充说，伊斯兰世界必须支持"受压迫的巴勒斯坦人民"对抗"犹太复国主义侵占者"，称伊斯兰革命是"指路明灯"，并声称"叙利亚境内的伊斯兰战线"已得到巩固。
针对这些言论，一名以色列政府官员回应称，这"再次印证了我们不断从伊朗领导层听到的论调"，并表示以色列正严肃对待伊朗的威胁。该官员指出，此类言论的持续发布表明伊朗领导人对此深信不疑，强调伊朗领导层必须终止这些言论以缓解国际压力。

#### 穆罕默德·阿里·贾法里将军
2012年9月22日，伊朗伊斯兰革命卫队司令穆罕默德·阿里·贾法里将军宣称，与以色列的战争终将爆发，届时伊朗将铲除这个被他称为"毒瘤"的国家。

## 合作

### 商业
1979年伊朗伊斯兰革命推翻巴列维王朝后，大多数石油公司撤离伊朗，导致伊朗政府在国际市场面临严重的石油销售困境。此时，具有国际背景的以色列裔瑞士商人马克·里奇通过其总部设在瑞士的嘉能可公司开始与伊朗开展贸易。里奇无视美国及国际社会对伊朗的制裁，在此后15年间成为伊朗石油的主要贸易商。 他声称从伊朗购买的石油被运往以色列，且两国政府均知晓这项交易。 里奇在两伊战争期间向伊朗政府提供武器和导弹。美国政府因其行为判定他犯有包括洗钱、违反伊朗制裁令在内的65项刑事罪名。
1998年，《西雅图时报》报道称，加利福尼亚州的开心果生产商对以色列大部分开心果从伊朗进口表示不满。伊朗-中国经济委员会负责人阿萨杜拉·阿斯加罗拉迪在报道中表示此类交易很容易实现。该报道指出，以色列仅从美国进口四分之一的开心果，约半数来自英国和德国，而这两个国家根本不生产开心果，其货源极可能来自伊朗。此外，1998年以色列政府曾对哈马马兄弟公司非法从伊朗进口105吨开心果的行为进行了处罚。 Israeli newspaper Ynet reported in 2007 that US government once again asked the Israeli government to stop importing pistachios from Iran. 2008年，美国驻以色列大使理查德·H·琼斯致信以色列财政部长罗尼·巴昂，要求以色列停止通过土耳其进口伊朗开心果。 《国土报》也曾刊发过类似报道。
1998年，以色列商人纳胡姆·曼巴尔因与德黑兰进行贸易被以色列法院判处16年监禁。调查过程中，当局发现"数百家企业"存在与伊朗非法贸易往来的行为。 这一事件的影响波及美国，部分交易被指涉及伊朗门事件。2011年中期，以色列与伊朗的商业往来引发轩然大波。以色列奥弗兄弟集团被曝光通过第三方向伊朗出售船舶，且其船只曾停靠伊朗港口，随后遭到美国制裁。 三个月后，美国政府将其从制裁名单中移除。 2006年，以色列《国土报》报道称，帕兹石油公司旗下的以色列炼油厂据信采购来自伊朗的原油。报道指出，这些伊朗石油通过鹿特丹港转运至以色列。 同年《国土报》另一篇报道称，以色列能源部长本雅明·本-以利泽表示："任何与敌对国家建立联系以服务以色列商业和经济利益的尝试，都有助于增强该地区的稳定。"以色列外交部则称调查石油来源并非其职责范围。
据《Ynet》报道，数十家以色列公司通过隐蔽非法手段开展对伊贸易，年交易额达数千万美元。其中大部分贸易通过第三国中转：以色列向伊朗出口化肥、灌溉管道、产奶激素、种子和水果；伊朗则向以色列提供大理石、腰果和开心果等商品。
2009年4月，伊朗市场出现大批贴有以色列公司标签的橙子。经调查，这批橙子系从迪拜进口。 2011年12月，彭博社披露伊朗境内使用的大部分过滤设备购自以色列公司Allot Communications。这款名为NetEnforcer的系统可使政府监控所有联网设备。该批设备先被运往丹麦，经拆除原包装并更换伪造标签后完成转运。 《Al-Monitor》2013年报道称，2006年伊朗政府曾邀请以色列专家前往锡斯坦省地震灾区考察。根据该报道，这些以色列专家在伊朗度过了2006年的逾越节。

### 军事关系

#### 伊斯蘭革命以前
在巴列维王朝时期，以色列曾参与伊朗的军事装备建设：
- 「鲜花工程」作为伊朗与以色列的合作项目，旨在开发"一款射程达200公里的先进海对海导弹，即美国鱼叉导弹的升级版本"。[215]
- 以色列国防部长埃泽尔·魏茨曼上将与伊朗国防部副部长哈桑·图法尼安上将曾就联合生产以色列"杰里科-2"导弹（代号"鲜花计划"）进行磋商。[216]

#### 霍梅尼时期
据《观察家报》估算，两伊战争期间以色列对伊朗军售年交易额达5亿美元， 而《时代周刊》披露，1981至1982年间"据称以色列通过瑞士银行账户处理相关交易的资金结算"。
根据1987年11月美国国会伊朗门事件调查委员会报告，"经由以色列向伊朗出售美国军火的交易始于1985年夏，并获得了里根总统的批准"。 这些军售包括"通过以色列向伊朗运送了2008枚拖式导弹及235套霍克导弹零件包"。另有价值高达20亿美元的美制武器运输计划——包含18架F-4战斗轰炸机、46架天鹰攻击机及近4000枚导弹——被美国司法部拦截。此外"未经证实的报告称，以色列曾同意向伊朗出售响尾蛇空对空导弹、雷达设备、迫击炮与机枪弹药、野战电话、M-60坦克引擎及炮弹，以及C-130运输机零部件"。 以色列对伊朗的军火交易在两伊战争结束后仍持续进行，尽管呈现零星且非官方性质。以色列对伊朗的军火交易在两伊战争结束后仍持续进行，尽管呈现零星且非官方性质。

## 争议

### 伊朗对哈马斯与真主党的资金支持
伊朗向哈马斯提供政治支持、资金援助及武器装备 该组织致力于通过圣战消灭以色列。 巴勒斯坦民族权力机构主席马哈茂德·阿巴斯指出："哈马斯的资金来自伊朗。他们声称依靠捐赠维持运作，但这些捐赠与伊朗提供的资金完全不可相提并论。"
伊朗还向以色列的另一敌对组织真主党提供支持，包括大量资金援助、军事训练、武器装备、爆炸物供给，以及政治、外交和组织层面的帮扶，同时鼓动真主党对以色列采取行动。 真主党1985年宣言阐明的四大核心目标包括："以色列从黎巴嫩彻底撤离，作为其最终灭亡的前奏" 根据2010年2月发布的报告显示，真主党从伊朗获得了4亿美元资金支持。

### 伊朗核计划

#### 伊朗威胁以色列

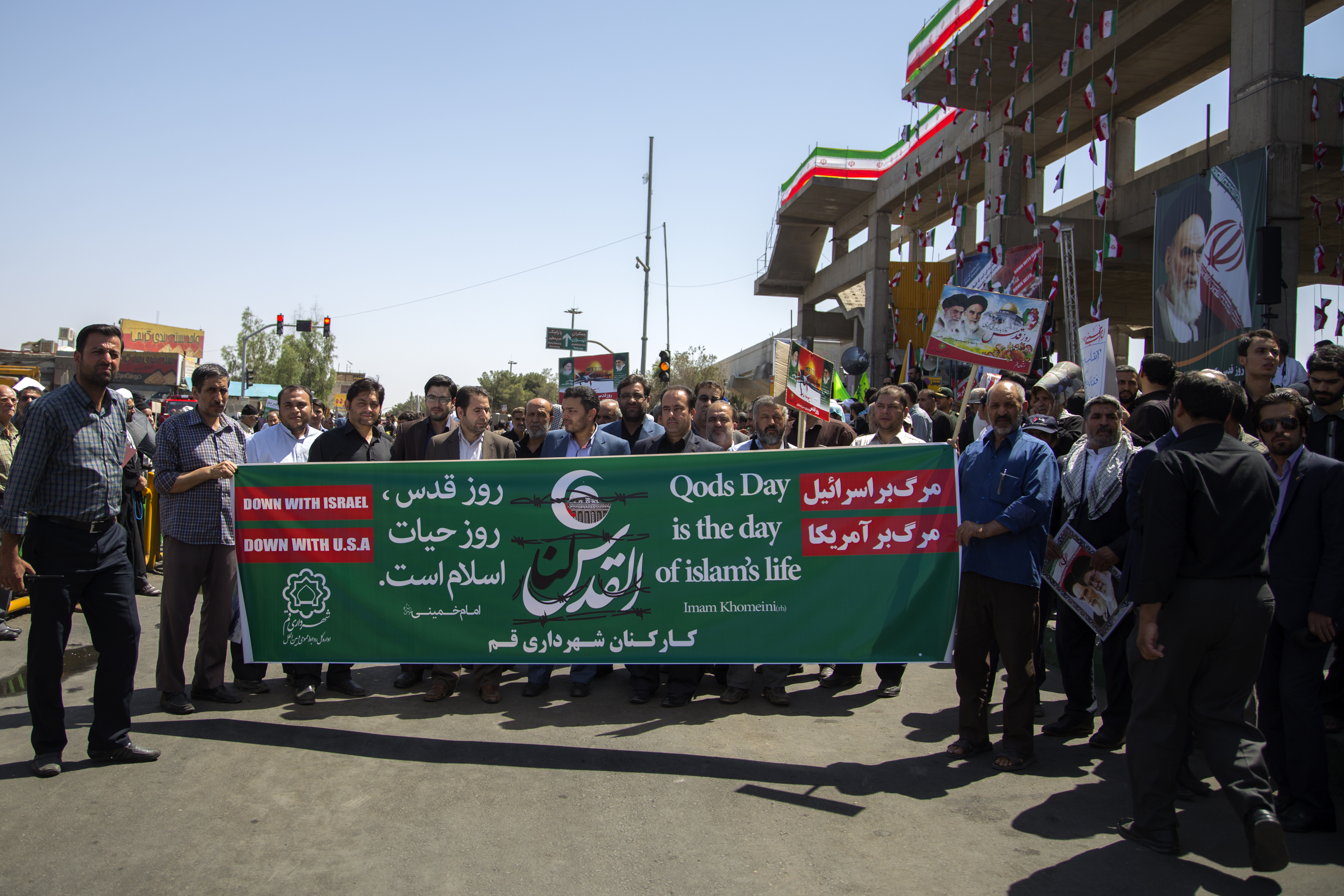
伊朗库姆的聖城日遊行活動

伊朗核计划具备发展核武器的潜力，加之总统马哈茂德·艾哈迈迪内贾德的反以色列言论及其希望"占领耶路撒冷的政权""从时间的长卷中消失"的诉求，使得许多以色列人预期终将遭受伊朗的袭击。
2012年5月，伊朗武装部队总参谋长公开宣称："伊朗民族正捍卫其事业——即以色列的彻底灭亡。"
2012年8月，伊朗被动防御组织负责人贾拉利准将在圣城日前夕宣称必须摧毁以色列，他表示："[圣城日]折射出一个事实——除了以决心和力量彻底铲除侵略本性、消灭以色列之外，别无他途。"
2012年8月，德黑兰临时周五祷告领拜人、高级神职人员阿亚图拉艾哈迈德·哈塔米在谈及圣城日时表示，中东地区蔓延的"伊斯兰觉醒"预示着"犹太复国主义政权的覆灭"。
伊朗持续对以色列发出威胁（2012年尤为频繁），致使以色列盟国加拿大于2012年9月7日关闭驻伊使馆，并勒令伊朗外交人员五日离境。
2012年9月21日，在纪念两伊战争爆发的伊朗阅兵式上（期间展示了新型防空系统），伊朗空军司令阿米尔·阿里·哈吉扎德宣称：若伊以爆发冲突，以色列"将主导战争开端，但反击与终结权掌握在我们手中——届时犹太复国主义实体将不复存在。我们发射的导弹数量将远超犹太复国主义者的想象。"
2012年9月22日，伊朗伊斯蘭革命卫队指挥官穆罕默德·阿里·贾法里将军宣称，最终必将爆发与以色列的战争，届时伊朗将铲除这个被他称为"毒瘤"的国家。
2012年9月23日，哈吉扎德威胁将对以色列发动袭击并引发第三次世界大战，声称"我们可能实施先发制人的打击"，此举将"演变为第三次世界大战"。他同时威胁攻击美国在中东的军事基地，并称此次袭击将导致以色列"遭受重创，成为其覆灭的序章"。 同日，伊朗革命卫队副司令侯赛因·萨拉米准将表示，虽然以色列威胁打击伊朗核设施不足为虑，但此类攻击将为"伊斯兰革命提供将其从世界地理版图中抹除的历史性机遇"。
2012年10月2日，最高领袖阿亚图拉阿里·哈梅内伊派驻伊朗圣城军的代表霍贾特伊斯兰阿里·设拉子宣称，伊朗只需"24小时和一个借口"即可消灭以色列。设拉子声称以色列"已濒临灭亡"，正因绝望而企图攻击伊朗。
伊朗的行为、核计划及威胁言论被种族灭绝观察创始人兼主任格雷戈里·斯坦顿判定为已实施"种族灭绝八阶段"中的六个步骤。他敦促国际社会对伊朗采取行动并实施孤立，以"遏制其灭绝意图"。斯坦顿指出"煽动灭绝种族是最可靠的预警信号之一"，认为这正是"当今伊朗的所作所为"。煽动灭绝种族属于国际法规定的犯罪行为。他强调绝不能将"早期征兆"简单视为"邪恶辞令或实现其他目标的策略"，这种误判将"纵容犯罪者"。斯坦顿表示伊朗已通过仇恨言论和排他意识形态对以色列进行符号化归类，并将潜在受害者非人化为应被清除的"毒瘤"。此外他指出伊朗组建了伊斯兰革命卫队等"狂热民兵组织"，同时压制国内异见声音。斯坦顿补充说，通过否认历史上的大屠杀罪行、研制大规模杀伤性武器及实施全球恐怖主义，伊朗已为种族灭绝做好全面准备。
2013年1月，伊朗警告称任何对叙利亚的以色列攻击都将被视为对伊朗本土的袭击。 以色列袭击叙利亚后，伊朗仅表态称以方"必将为这次侵略行径追悔莫及"。
2015年3月，伊朗革命卫队巴斯基民兵指挥官宣称"将以色列从地图上抹除不容谈判"。
2023年6月6日，伊朗伊斯兰革命卫队公开亮相法塔赫导弹，这款高超音速中程弹道导弹射程达1400公里，末端速度可达13-15马赫。 伊朗还宣称该导弹可在400秒内打击以色列，并能突破美以两国最先进的反导系统，包括以色列的"铁穹"防御系统。

#### 以色列威胁伊朗
2003年11月，苏格兰某报称以色列"警告称若国际社会未能阻止伊朗在原子能设施中发展核武器，以方准备采取单边军事行动"。 报道援引时任以色列国防部长沙乌勒·莫法兹的声明："以色列绝不容忍伊朗拥有核武器"。2005年12月，英国某报披露时任以色列总理阿里埃勒·沙龙已命令军方制定计划，拟于2006年3月对伊朗铀浓缩设施实施打击，该决策基于以情报部门评估伊朗将在二至四年内具备核武制造能力。据称次年12月以军特种部队司令部已进入攻击最高战备状态（G级）。沙龙据传表示："以色列——不仅是以色列——绝不能接受一个拥核的伊朗。我们具备应对能力，并正进行所有必要准备以应对这种局面。" 时任以色列国防军总参谋长丹·哈鲁茨被问及以方准备采取何种手段阻止伊朗核计划时回应道："两千公里的行动半径。" 西摩·赫什披露，由道格拉斯·费斯领导的美国国防部文职官员"一直与以色列规划人员及顾问合作，针对伊朗境内潜在的核设施、化武基地及导弹目标进行战术完善"。
据以色列军队电台报道，2006年5月8日时任以色列副总理西蒙·佩雷斯接受路透社采访时表示："伊朗总统应当记住，伊朗同样可能从地图上被抹去"。 这位诺贝尔和平奖得主的言论遭到以色列国家电视台分析师约阿夫·利莫尔罕见严厉批评，认为其谈论毁灭他国的言论有失妥当。 2006年5月，以色列国防军总参谋长丹·哈鲁茨公开宣称伊朗核设施"可以被摧毁"，暗示以方可能已制定相关打击计划。 2007年9月，以色列重申其政策，对潜在敌对国家发展核能力保持高度警惕。摩萨德前局长沙卜泰·沙维特表示伊朗核设施可在一年内被摧毁，但尚未排除采取该行动的可能性。以色列空军退役将领伊萨克·本-以色列称军事打击随时可以实施，但仅作为最终手段。 伊朗于七月初举行流星-3导弹试射演习，展示其打击范围已覆盖以色列全境。
据《纽约时报》披露，以色列曾寻求美国协助对伊朗实施军事打击。 据报道，以色列曾请求美国提供钻地炸弹用于袭击伊朗主要核设施，并申请飞越伊拉克领空以抵达伊朗纳坦兹核基地。布什政府拒绝了这些请求。文章指出，白宫官员始终无法确定——究竟是以色列在美国抗议前就已决定实施打击，还是时任总理埃胡德·奥尔默特试图在布什总统卸任前迫使白宫采取更果断行动。
2009年7月27日，以色列国防部长埃胡德·巴拉克在耶路撒冷与美国国防部长罗伯特·盖茨举行的联合记者会上警告伊朗："我们明确认为所有选项都应保留在桌面上。这是我们的政策，我们是认真的。我们建议其他国家采取相同立场，但不会强求任何人接受。" 同日，以色列驻美大使加布里埃拉·沙莱夫在联合国安理会讨论中东局势的特别会议上称伊朗是"恐怖主义的最大支持者"，表示"该伊斯兰共和国的核计划及其对恐怖主义的支持对整个中东构成威胁"。
2010年，加比·阿什克纳齐与梅尔·达甘对本雅明·内塔尼亚胡准备打击伊朗的计划表示反对。
2012年11月5日，以色列总理本雅明·内塔尼亚胡重申即便没有美国支持，也准备单方面对伊朗核设施发动袭击。
2013年，即将卸任的国防部长埃胡德·巴拉克表示，尽管以色列单独行动将极为困难，但奥巴马已命令五角大楼制定美国打击伊朗的详细计划。
2013年9月，内塔尼亚胡称总统哈桑·鲁哈尼正试图获取核武器，其温和派形象实为"披着羊皮的狼"。
2014年1月，在瑞士达沃斯举行的第九届世界经济论坛全体会议上，以色列总统西蒙·佩雷斯就伊朗核计划威胁问题回应称"伊朗不是敌人"，并表示两国间不存在历史积怨。他补充道："我认为没有必要以仇恨之名耗费如此巨额资金"。

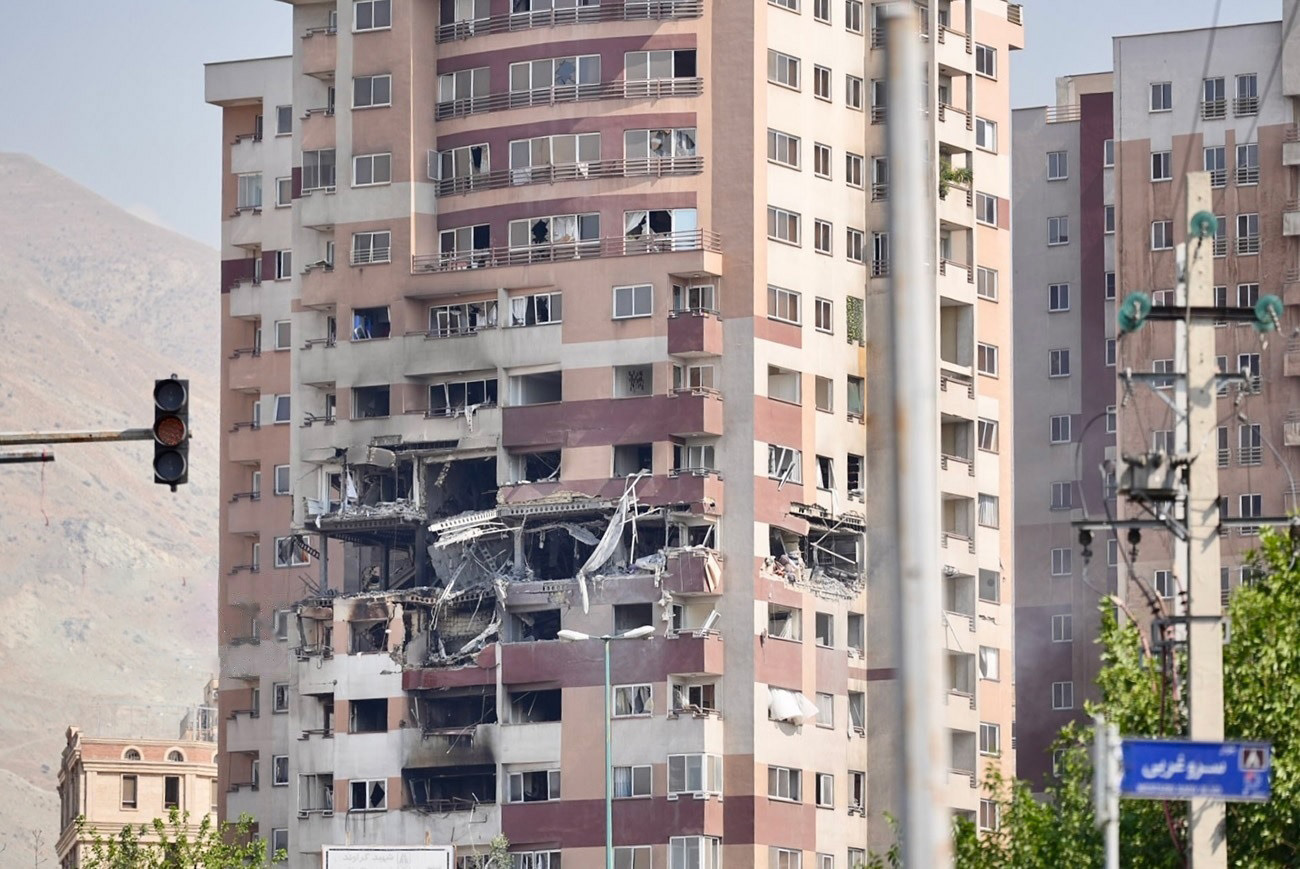
以伊戰爭期間，德黑蘭城內因以色列空襲受損的民宅（攝於2025年6月13日）

2018年5月披露的消息显示，总理内塔尼亚胡曾在2011年命令摩萨德和军方在接到命令后15天内做好攻击伊朗的准备。 据摩萨德局长塔米尔·帕尔多透露，内塔尼亚胡最终放弃该计划，因他与参谋长本尼·甘茨质疑总理未经内阁批准下达作战命令的合法性。
2022年5月29日，以色列总理警告称伊朗通过其代理人煽动袭击的行为必将受到惩罚。
2022年6月27日，以色列国防部长本尼·甘茨表示，以色列将与世界大国合作，以影响伊朗核谈判可能达成的任何协议。

#### 猜测
2006年5月26日，时任俄罗斯国防部长谢尔盖·伊万诺夫重申莫斯科将履行向伊朗提供先进防空导弹的承诺。洛克希德·马丁公司F-35项目整合执行副总裁汤姆·伯比奇表示，一旦以色列获得F-35战机，就无需再忌惮S-300导弹系统。
2008年6月，以色列举行大规模军事演习，美国官员推测可能是针对伊朗轰炸行动的演练。一位五角大楼高级官员表示，演习目的之一是向美国及其他国家传递以色列准备采取军事行动的明确信号："他们希望我们知晓，希望欧洲国家知晓，更希望伊朗人知晓"，该官员称，"各方正在通过不同层面释放大量信号"。
布什政府确实同意向以色列出售一千枚GBU-39防区外掩体穿透炸弹，但若要打击纳坦兹核设施，将需要动用数百枚此类炸弹。
美国外交官约翰·博尔顿在2009年受访时指出，伊朗与以色列关系已恶化到以色列"明智"选择应是先发制人打击伊朗核设施的地步。他认为摧毁核设施虽不能永久终结伊朗核计划，但足以延缓其研发进程，为政权更迭争取时间——以南非为例，纳尔逊·曼德拉政府上台后，种族隔离政权便放弃了核武发展计划。
2009年4月，陆军上将戴维·彼得雷乌斯表示："以色列政府最终可能会认为伊朗核武器的前景对其构成如此大的威胁，以至于它将采取先发制人的军事行动来破坏或推迟这一进程。" 2009年9月17日，泽埃夫·埃尔金表示俄罗斯交付S-300导弹可能促使以色列对伊朗发动打击。 2010年6月，俄罗斯投票支持联合国制裁决议，阻止了S-300导弹的交易。
伊朗始终坚称其核计划仅用于民用目的，并明确表示无意将和平核计划转为发展核武器。在伊朗近代史上，特别是两伊战争期间，该国商业电网曾多次出现严重瘫痪。伊朗还持续宣称，计划最终将核反应堆产生的部分电力出口给周边国家，以此推动以石油为主的经济结构向多元化收入来源转型。
2012年，德国国防部长托马斯·德迈齐埃表示以色列的军事打击不太可能取得成功。

#### 伊朗对以色列威胁的回应

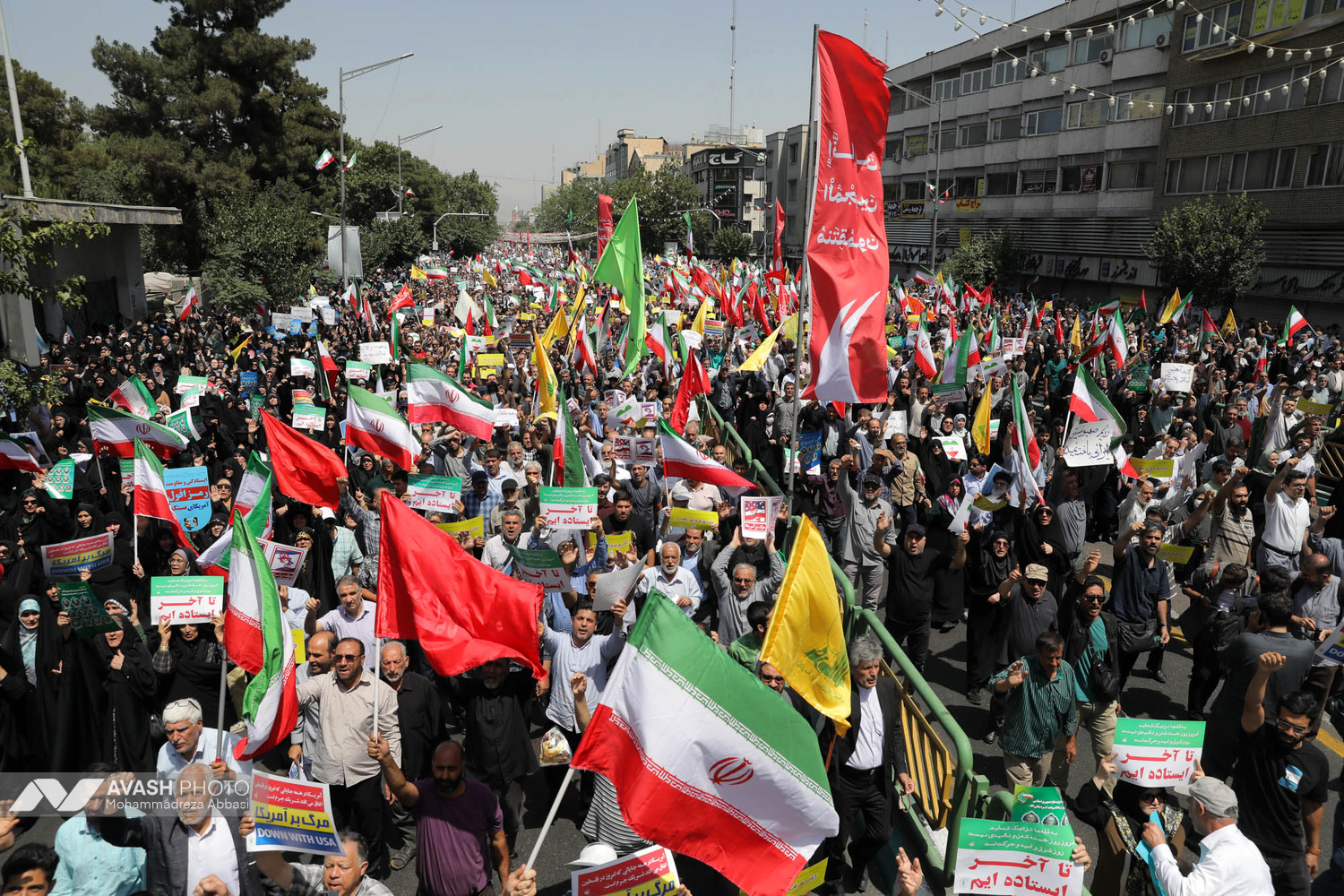
以伊戰爭期間，德黑蘭群眾遊行抗議以色列

伊朗前外交部长马努切赫尔·穆塔基宣称以色列无力发动攻击，且仍深陷2006年黎巴嫩战争的战后恢复期。 伊朗伊斯兰革命卫队总司令穆罕默德·阿里·贾法里表示，以色列处于伊朗导弹射程范围内，并警告称伊朗将封锁霍尔木兹海峡，切断全球五分之二的石油供应。 伊朗具备封锁霍尔木兹海峡或阻碍航运至少一个月的能力，而美国任何重新开放海峡的企图都可能使冲突升级。
2010年2月7日，伊朗最高领袖阿亚图拉阿里·哈梅内伊宣称以色列的毁灭已成定局。据《德黑兰时报》报道，他在会见巴勒斯坦伊斯兰圣战组织领导人拉马丹·沙拉赫时表示："以色列正走向衰败与灭亡，奉真主之意，其覆灭必将实现"。哈梅内伊还将以色列称为"暴行、邪恶与丑陋的象征"，并指出西方"对犹太复国主义政权的支持徒劳无功"。 伊朗前总统艾哈迈迪内贾德的办公室主任埃斯凡迪亚尔·拉希姆·马沙伊表示，若以色列攻击伊朗，将在一周内被摧毁。
2022年6月24日，伊朗称亚伊尔·拉皮德关于伊朗密谋在伊斯坦布尔暗杀以色列人的指控"荒谬可笑"，意在破坏伊朗与土耳其的双边关系。
2022年7月15日，伊朗军方警告以色列和美国勿对伊朗使用武力："美国人和犹太复国主义者非常清楚'对伊朗动武'这句话的代价。"伊朗国家媒体援引武装部队发言人阿布法兹尔·谢卡尔奇准将的声明。

## 关系正常化进程

### 民众支持
2024年10月，总部位于华盛顿、专注于伊朗及其公民社会统计数据的机构Stasis开展调查显示，当被问及"伊朗应与以色列实现关系正常化"这一表述时，64%受访者选择"完全不同意"，19%选择"完全同意"，6%选择"基本同意"，3%选择"基本不同意"，另有8%表示"不知道"或拒绝回答。

## 延伸阅读
- Abbasov, Namig, and Emil A. Souleimanov. "Azerbaijan, Israel, and Iran: An Unlikely Triangle Shaping the Northern Middle East." Middle East Policy 29.1 (2022): 139-153. https://doi.org/10.1111/mepo.12611
- Alavi, Seyed Ali. . Routledge. 2019.
- Bakhash, Shaul. "Iran's Relations with Israel, Syria, and Lebanon." in Iran at the Crossroads (Routledge, 2019) pp. 115–128.
- Beck, Martin. "The aggravated struggle for regional power in the Middle East: American allies Saudi Arabia and Israel versus Iran." Global Policy 11.1 (2020) pp: 84-92.
- Cohen, Ronen A.; Lev, Tzvi. . Iran and the Caucasus. 2021, 25 (1): 74–89. ISSN 1573-384X. S2CID 236630765. doi:10.1163/1573384X-20210108.
- Hadar, Maya. "From Allies to Enemies; Putting the Israeli-Iranian Conflict in Historical Context." in Instrumentalizing the Past (De Gruyter, 2022) pp. 213–230. https://doi.org/10.1515/9783110769791
- Holliday, Shabnam J. "Populism, the international and methodological nationalism: Global order and the Iran–Israel nexus." Political Studies 68.1 (2020): 3-19. online
- Kashani-Sabet, Firoozeh. . Middle Eastern Studies. 2023, 59 (6): 950–967. S2CID 256891994. doi:10.1080/00263206.2023.2165490.
- Kaye, Dalia Dassa, and Shira Efron. "Israel’s evolving Iran policy." Survival 62.4 (2020): 7-30. online
- Teitelbaum, Joshua.  (PDF). Jerusalem: Jerusalem Center for Public Affairs. 2008  [24 February 2012]. ISBN 978-965-218-065-0. OCLC 273327634. （原始内容 (PDF)存档于27 November 2017）.